# Francis Willughby

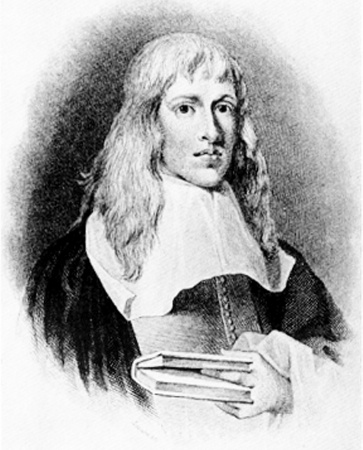
Francis Willughby

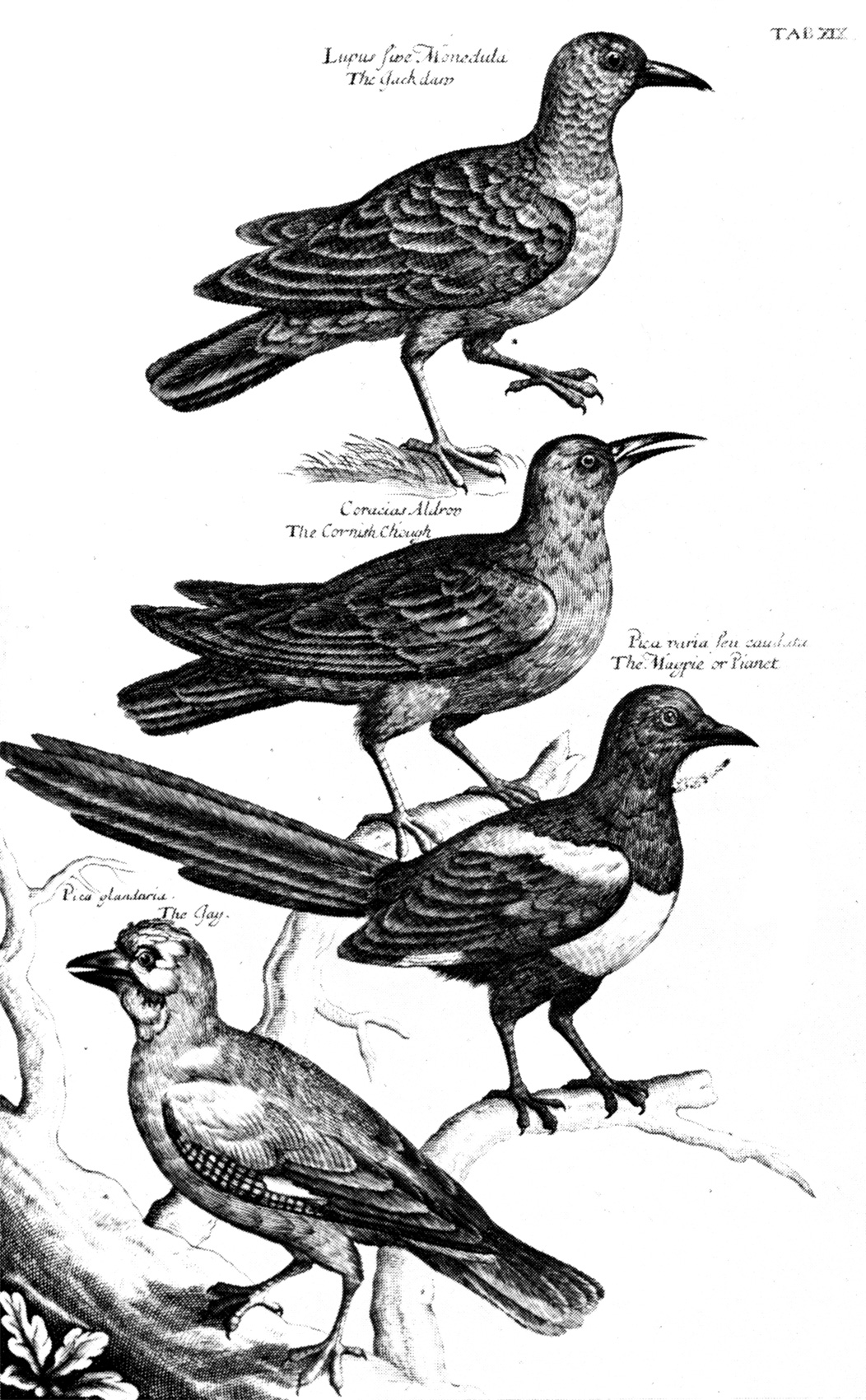
Strona z dzieła Ornithologia, z ilustracjami gawrona, wrończyka, sroki i sójki

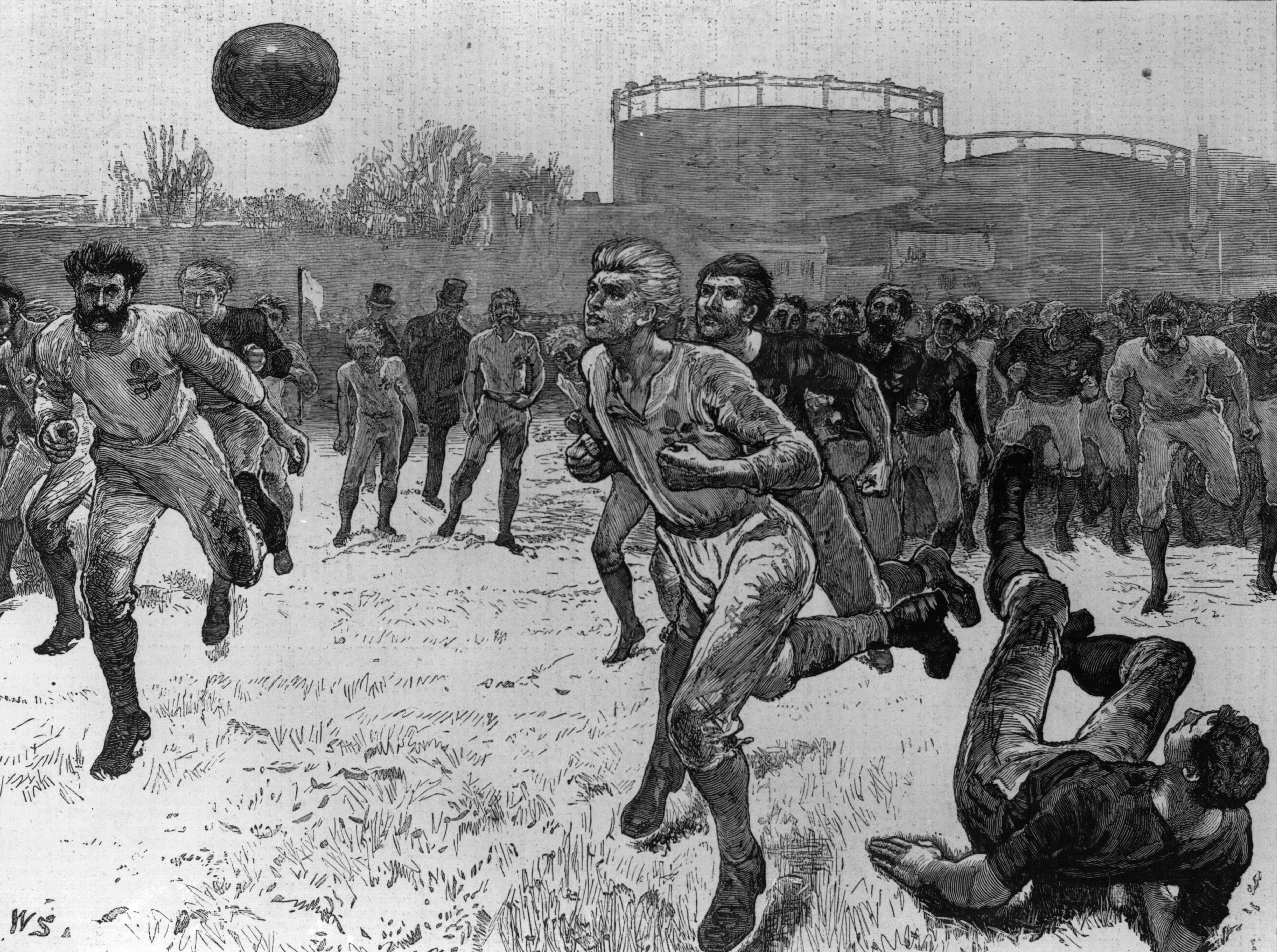
Francis Willughby opisał w latach 60. XVII w. jako pierwszy zasady gry w piłkę nożną.

Francis Willughby, właściwie Francis Willoughby (ur. 22 listopada 1635 w posiadłości Middleton Hall w Warwickshire, zm. 3 lipca 1672 w Middleton Hall) – angielski ornitolog i ichtiolog. Jako pierwszy opisał zasady gry w piłkę nożną. 

## Powiązania rodzinne
Francis Willughby był jedynym synem Sir Francisa Willoughby’ego i Cassandry Ridgway. Po ukończeniu szkoły (Trinity College w Cambridge) ożenił się w 1667 z Emmą Barnard, z którą miał troje dzieci.

## Życiorys
Po ukończeniu Trinity College na Uniwersytecie Cambridge w 1659 jako Master of Arts matematyki i historii naturalnej w 1660 stał się członkiem Royal Society. W Trinity College był uczniem przyrodnika Johna Raya, z którym podróżował w 1662 na zachodnie wybrzeże Anglii, aby badać ptaki morskie. Z nim też wyruszył w latach 1663–1666 w podróż do różnych krajów Europy. Po powrocie do Anglii zaczęli pracować nad publikacją wyników swoich ekspedycyjnych badań.

## Spuścizna naukowa
Willughby zmarł na zapalenie opłucnej podczas pracy nad swoim dziełem, które ukończył za niego John Ray i opublikował w 1676 pod tytułem Ornithologia libri tres. Angielskojęzyczna wersja wydana została dwa lata później. Praca ta uważana jest za początek nowoczesnej ornitologii w Europie. Zrewolucjonizowała taksonomię ptaków, systematyzując je według ich fizycznych i morfologicznych właściwości. Willughby i Ray byli jednymi z pierwszych, którzy obalili niektóre z tez Arystotelesa, np. tę, że jaskółki zapadają w zimie w hibernację: Według nas jest bardziej prawdopodobne, że ulatują do ciepłych krajów, przez Egipt, Etiopię i inne.
W 1686 Ray wydał także pracę Willughby’ego, De Historia piscium.
W należącej obecnie do miasta Nottingham posiadłości rodziny Willoughbych, Wollaton Hall, znajduje się zbiór spreparowanych zwierząt i ptaków stworzony przez Willughby’ego i Raya.

## Willughby a piłka nożna
W 2003 pod tytułem Francis Willughby’s Book of Games wydano rękopis Willughby’ego, w którym autor opisuje w naukowy sposób różne gry towarzyskie. Książka zawiera najwcześniejsze, dokładne opisy gier z XVII w. Willughby opisuje między innymi grę w piłkę nożną jako football, której celem jest ustawienie najlepszych graczy w drużynach o tej samej liczbie. Ci mają za zadanie bronić bramek i strzelić gola, który decyduje o zwycięstwie. Oprócz opisu bramek (goals) i pewnych zasad fair play, Willughby również podaje, jak stworzyć piłkę z nadmuchanego pęcherza, który zaszywa się w skórę z byczego penisa. Dla dodatkowej rotacji piłki Willughby radził wlać niewielką ilość rtęci do pęcherza.

## Dzieła
- Ornithologia wydana przez Johna Raya, London 1676. Wersja angielskojęzyczna Ornithology – London 1678.
- De Historia Piscium wydana przez Johna Raya, Oxford 1686.
- History of Insects pod redakcją Johna Raya i Williama Derhama, wydana przez Royal Society pod tytułem Historia Insectorum w 1710.
- A Relation of a Voyage made through a great part of Spain, etc wydana jako część publikacji Johna Raya: Observations ... made in a journey through part of the Low Countries, etc. (1673).